# Сара Пінскер
Сара Пінскер (англ. Sarah Pinsker), нар. 8 квітня 1977, Нью-Йорк) — американська письменниця-фантастка і автор-виконавець фолк/рок пісень. Лауреат премій «Неб'юла», «Г'юго», Теодора Стерджона, Філіпа К. Діка, «Локус» та «Сейун».

## Життєпис
Сара Пінскер народилась в Нью-Йорку, в родині рабина Ларрі Пінскера. Її дитинство пройшло в Сполучених Штатах, зокрема в Іллінойсі та Техасі. 1991 року родина Пінскер оселилася в Торонто, Канада, там Сара отримала середню освіту. Повернулася до США, де вступила до коледжу. 1999 року здобула ступінь бакалавра з історичних наук у Гаучер коледжі в Балтиморі, штат Меріленд.
Живе з дружиною в Балтиморі, штат Меріленд, працює в неприбутковій компанії.
Сара Пінскер створює власні пісні та виконує їх з гуртом Stalking Horses і має кілька альбомів, виданих незалежними студіями звукозапису. На волонтерських засадах є директором Американського товариства наукової фантастики та фентезі (SFWA) й читає лекції у Товаристві наукової фантастики Балтімора.

## Особисте життя
Пінскер живе з дружиною в Балтиморі, штат Меріленд.

## Творчість
Пінскер каже, що на її творчість сильно вплинула фантастична література, яка наповнювала її батьківський дім, і додає, що вона є одним із небагатьох авторів, яких в дитинстві «оповідання цікавили так само як романи». Особливого впливу на її ранні оповідання мали твори Урсули Ле Гуїн (особливо оповідання-притча «Ті, що йдуть з Омеласа») і Кейт Вільгельм. Подальші твори зазнали впливу Карен Джой Фаулер, Келлі Лінк, Кідж Джонсон і Октавії Батлер.
Пінскер почала публікувати свої короткі художні твори в таких журналах, як Asimov's Science Fiction, Fantasy & Science Fiction, Lightspeed, Strange Horizons, Daily Science Fiction, Journal of Unlikely Cartography і Fireside. ЇЇ повісті й оповідання увійшли до антологій «Long Hidden», «Fierce Family», «How to Live on Other Planets», «Unidentified Funny Objects 3» та «Year's Best Weird Fiction Vol 2». Серед збірок «найкращих історій року» з її оповіданнями: «The Best Science Fiction of the Year Volume 2», «Year's Best Weird Fiction Vol 2», «Year's Best Young Adult Speculative Fiction 2015», «The Year's Best YA Speculative Fiction» та «The Year's Best Military and Adventure Fiction 2015»
2019 року вийшов її дебютний роман «Пісня для нового дня» (англ. "A Song for a new day"). Він розповідає про життя музиканта в майбутньому, де пандемія та тероризм роблять незаконними публічні заходи, шоу та концерти, а музиканти з'являються перед слухачами у вигляді голограм. Антиутопія 2019 року виявилась пророцькою: пандемія 2020 року значною мірою відтворила заборони, вигадані в романі. Героїні «Пісні для нового дня» — співачка і автор-виконавець Люсі Кеннон та рекрутер талантів Розмарі Лоуз — кожна у свій спосіб вирішують для себе питання «Як має виглядати музичний світ, у якому ми хочемо жити? І чи можемо ми щось з цим зробити?». У 2020 році «Пісня для нового дня» отримав премію «Неб'юла» за найкращий роман 2019 року.
Роман «Ми — супутники» (англ. "We Are Satellites"), що вийшов друком 2021 року, розглядає наслідки впровадження мозкового імплантата Pilot, який стимулює здатність людини працювати в режимі багатозадачності та значно підвищує якість виконання інтелектуальної праці. В центрі уваги малозабезпечена родина з двох матерів, Вел та Джулі, сина-підлітка Девіда, що єдиний у класі досі не має імплантату, та десятирічної доньки Софі, яка страждає на епілепсію, що робить її несумісною з технологією Pilot і лишає на узбіччі нового світу. Роман отримав схвальні відгуки критики насамперед як «глибоко людяний портрет сім'ї», «чудове поєднання питаннь індустрії медичних технологій з зображенням справжнього кохання та сімейного життя».
Фантастику Пінскер називають «вдумливою», «тонкою» та «моторошною». Відзначається витонченість її творчості та вміння «виділити універсальне в простих і конкретних речах». Сама Пінскер каже про свій літературний доробок: «Це гарний час бути кимось, хто має щось сказати про груповий або особистий досвід, якого раніше не торкалися. Наукова фантастика дивиться на світ крізь дещо іншу призму, тому цікаво дивитися на новий досвід».

## Дискографія
- 2000 Charmed
- 2003 Wingspan
- 2021 Something to Hold

## Визнання
Твори Сари Пінскер неодноразово номіновані на премію «Неб'юла», перемогли в категоріях «Найкращий роман», «Найкраща коротка повість» (двічі) та «Найкраще оповідання». Коротка повість «Дві правди та брехня» (англ. "Two Truths and a Lie"), крім «Неб'юла», отримала також премію «Г'юго» у відповідній категорії. Пінскер є лауреатом премії Філіпа К. Діка та Меморіальної премії ім. Теодора Стерджона, багаторазова фіналістка премії «Г'юго» та премії World Fantasy and Otherwise Awards.
- 2014 «In Joy, Knowing the Abyss Behind» (повість) — Меморіальна премія імені Теодора Стерджона[18][19]
- 2015 «Our Lady of the Open Road» (коротка повість) — «Неб'юла»[10]
- 2017 «And Then There Were (N–One)» (оповідання) — Премія Неффі (англ. "Neffy Award") Національної федерації шанувальників фантастики[en][20]
- 2019 «Sooner or Later Everything Falls into the Sea» (збірка) — Меморіальна премія імені Філіпа К. Діка[21]
- 2019 «A Song for a New Day» (роман) — «Неб'юла»[10]
- 2021 «Two Truths and a Lie» (коротка повість) — «Неб'юла»[10] та «Г'юго»[22]
- 2022 «Where Oaken Hearts Do Gather» (оповідання) — «Неб'юла»[10], премія Локус[23] та премія Юджі Фостер[en][24]
- 2023 «Sooner or Later Everything Falls into the Sea» (оповідання) — «Сейун»[25]